# 자유용병대

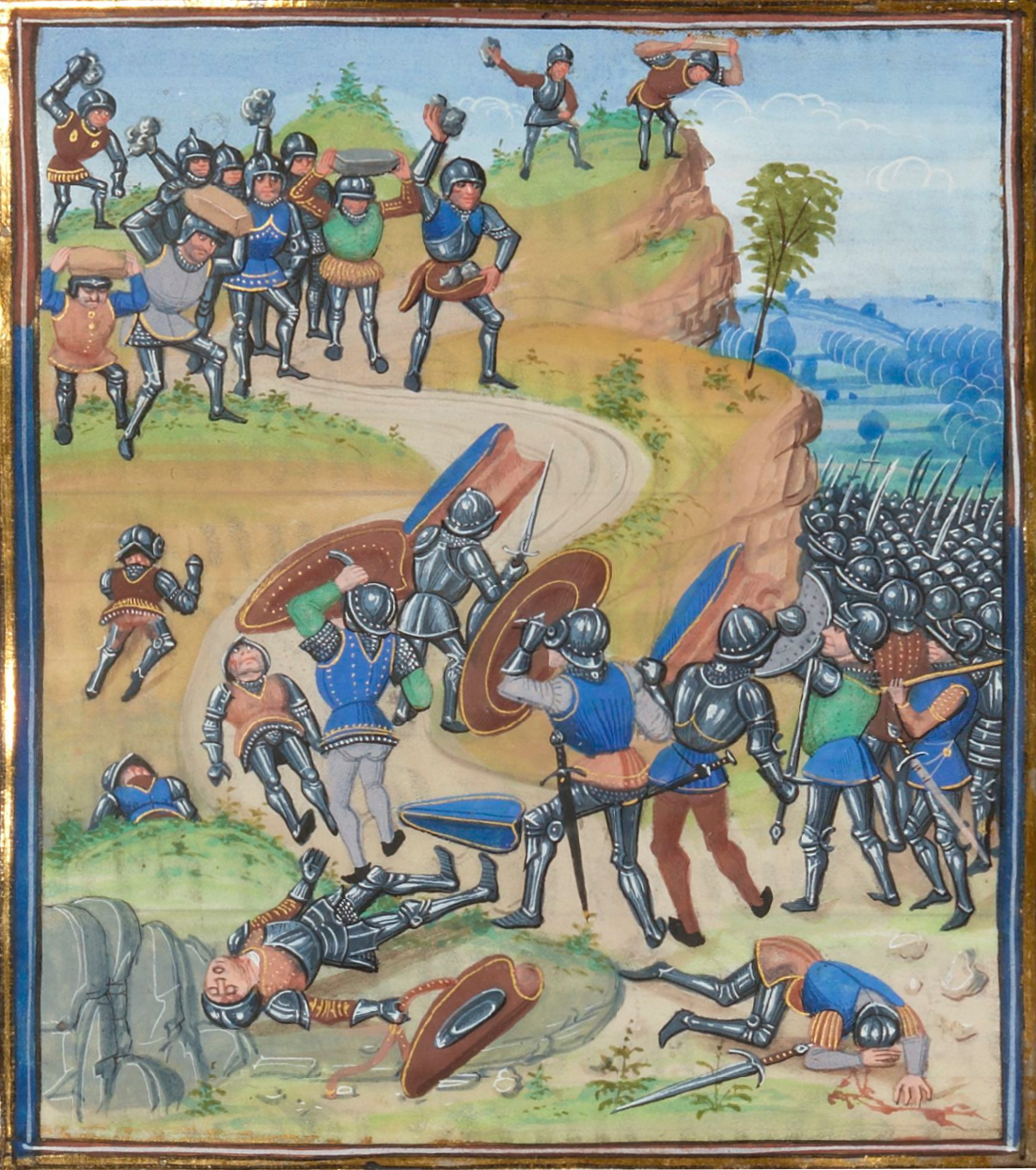
백년전쟁 당시 브리네 전투(1362년)에서 자유용병대에게 패퇴하는 프랑스 군대.

자유용병대(free company) 또는 대(大)용병대(프랑스어: grande companie 그랑 꼼빠니[*], 영어: great company), 모험용병대(이탈리아어: compagnia di ventura 꼼빠니아 디 벤투라[*], 영어: company of adventure)란 12세기에서 14세기에 걸쳐 존재한, 전쟁 때마다 고용계약을 맺어 활동한 용병 집단들이다. "자유"라 함은 어떠한 국가 정부에도 소속되지 않았다는 말로, 무법자 집단이었다. 전쟁이 없어서 아무에게도 고용되지 못할 경우에는 약탈로 생계를 유지했다. 자유용병대는 백년전쟁 당시 브레티니 조약 이후 형성된 용병대들을 주로 일컫는 말이고 프랑스에서 가장 극성이었지만, 이런 용병대들은 프랑스 밖, 예컨대 이탈리아나 신성로마제국에도 많이 존재했다. 자유용병대가 최초로 기록에 등장하는 것은 잉글랜드 왕위를 둘러싸고 일어난 무정부시대 내전(1137년-1153년) 때였다.
| 용병대                | 설립     | 대장                                                       | 해산      |
| --------------------- | -------- | ---------------------------------------------------------- | --------- |
| 카탈루냐인 용병대     | 1302년   | 루게로 다 피오레; 베르나트 데 로카포르트                   | 1390년    |
| 나바라인 용병대       | 1360년경 | 마이오 드 코쿠렐; 페트리 산 수페라노                       | 1390년경? |
| 대용병대              | 1342년   | 베르너 폰 우르즐링겐; 몽레알 드 알바르노; 콘라트 폰 란다우 | 1363년    |
| 제1차 산조르조 용병대 | 1339년   | 로드리시오 비스콘티                                        | 1339년    |
| 제2차 산조르조 용병대 | 1365년   | 암브로기오 비스콘티                                        | 1374년    |
| 제3차 산조르조 용병대 | 1377년   | 알베리초 다 바르비아노                                     |           |
| 백색용병대            | 1360년경 | 알베르트 슈테르츠; 존 호크우드                             | 1390년경  |
| 모자용병대            | 1362년경 | 니콜로 다 몬테펠트로                                       | 1365년    |
| 제1차 항성용병대      | 1364년   | 아니치노 디 봉가르도; 알베르트 슈테르츠                    | 1366년    |
| 제2차 항성용병대      | 1379년   | 아스토레 1세 만프레디                                      | 1379년    |
| 브르타뉴인 용병대     | 1375년경 | 장 말라스트루아                                            |           |
| 갈고리 용병대         | 1380년   | 빌라노초 다 브룸포르트; 알베리코 다 바르비아노             |           |
| 장미용병대            | 1398년   | 조반니 다 부스카레토; 바르톨로메오 곤차가                  | 1410년    |

## 같이 보기
- 기사수도회